# The Walking Dead: Daryl Dixon
The Walking Dead: Daryl Dixon ist eine US-amerikanische Fernsehserie von Angela Kang und Scott Gimple. Sie ist das fünfte Spin-Off zur Serie The Walking Dead und basiert auf dessen Figur Daryl Dixon. Die Premiere erfolgte vom 10. September bis zum 15. Oktober 2023 auf dem US-amerikanischen Sender AMC. Die deutschsprachige Erstveröffentlichung fand am 8. Dezember 2023 bei MagentaTV statt. Die Fortsetzung der Fernsehserie wurde offiziell in April 2024 bestätigt. Die zweite Staffel „The Walking Dead: Daryl Dixon – The Book of Carol“ erschien im September 2024. Im Juli desselben Jahres wurde die Serie um eine dritte Staffel verlängert und soll voraussichtlich im Sommer 2025 starten.

## Handlung
Daryl Dixon ist in Frankreich und versucht herauszufinden, wie er dorthin kam. Die Serie handelt von seiner Reise durch ein zerstörtes aber widerstandsfähiges Frankreich mit der Hoffnung wieder nach Hause zu gelangen.

## Besetzung und Synchronisation
Das Diaglogbuch und die Dialogregie der deutschen Synchronisation stammt vom Sven Plate und sie wird bei VSI Synchron GmbH in Berlin realisiert.
| Rolle             | Schauspieler           | Episoden (Hauptrolle) | Episoden (Nebenrolle) | Synchronsprecher  |
| ----------------- | ---------------------- | --------------------- | --------------------- | ----------------- |
| Daryl Dixon       | Norman Reedus          | 1.01–                 |                       | Tommy Morgenstern |
| Laurent Carrière  | Louis Puech Scigliuzzi | 1.01–                 |                       | Julius Ole Ernst  |
| Stéphane Codron   | Romain Levi            | 1.01–                 |                       | René Dawn-Claude  |
| Carol Peletier    | Melissa McBride        | 2.01–                 | 1.01, 1.05–1.06       | Heike Schroetter  |
| Isabelle Carrière | Clémence Poésy         | 1.01–2.04             | 2.06                  | Magdalena Höfner  |
| Marion Genet      | Anne Charrier          | 1.01–2.04             |                       | Anne Helm         |
| Sylvie            | Laïka Blanc-Francard   | 1.01–2.03             |                       | Nora Kunzendorf   |
| Quinn             | Adam Nagaitis          | 1.02–1.06             |                       | Julius Jellinek   |
| Losang            | Joel de la Fuente      | 2.01–2.05             | 1.06                  | Florian Clyde     |
| Fallou Boukar     | Eriq Ebouaney          | –                     | 1.03–                 | Oliver Stritzel   |
| Anna Valery       | Lukerya Ilyashenko     | –                     | 1.03–1.06, 2.05–2.06  | Daniela Molina    |
| Emile             | Tristan Zanchi         | –                     | 1.03–2.02             | Oscar Räuker      |
| Antoine           | Dominique Pinon        | –                     | 1.03–1.04             | Tobias Lelle      |
| Azlan             | Hassam Ghancy          | –                     | 1.04–1.05             | Peter Flechtner   |
| Ash Patel         | Manish Dayal           | –                     | 2.01–2.02, 2.05–2.06  | Amadeus Strobl    |
| Jacinta           | Nassima Benchicou      | –                     | 2.01–2.06             | Jill Böttcher     |

## Episodenliste

### Staffel 1
| Nr. (ges.) | Nr. (St.) | Deutscher Titel           | Originaltitel             | Erstausstrahlung USA | Deutschsprachige Erstveröffentlichung (D) | Regie           | Drehbuch                    | Zuschauer (USA) |
| ---------- | --------- | ------------------------- | ------------------------- | -------------------- | ----------------------------------------- | --------------- | --------------------------- | --------------- |
| 1          | 1         | L’ame Perdue              | L’ame Perdue              | 10. Sep. 2023        | 8. Dez. 2023                              | Daniel Percival | David Zabel                 | 0,631 Mio.      |
| 2          | 2         | Alouette                  | Alouette                  | 17. Sep. 2023        | 8. Dez. 2023                              | Daniel Percival | Jason Richman & David Zabel | 0,564 Mio.      |
| 3          | 3         | Paris Sera Toujours Paris | Paris Sera Toujours Paris | 24. Sep. 2023        | 8. Dez. 2023                              | Tim Southam     | Coline Abert                | 0,649 Mio.      |
| 4          | 4         | La Dame de Fer            | La Dame de Fer            | 1. Okt. 2023         | 8. Dez. 2023                              | Tim Southam     | Shannon Goss                | 0,719 Mio.      |
| 5          | 5         | Deux Amours               | Deux Amours               | 8. Okt. 2023         | 8. Dez. 2023                              | Daniel Percival | Jason Richman & David Zabel | 0,628 Mio.      |
| 6          | 6         | Coming Home               | Coming Home               | 15. Okt. 2023        | 8. Dez. 2023                              | Daniel Percival | Laura Snow & Jason Richman  | 0,688 Mio.      |

### Staffel 2
| Nr. (ges.) | Nr. (St.) | Deutscher Titel              | Originaltitel                | Erstausstrahlung USA | Deutschsprachige Erstveröffentlichung (D) | Regie           | Drehbuch                                     | Zuschauer (USA) |
| ---------- | --------- | ---------------------------- | ---------------------------- | -------------------- | ----------------------------------------- | --------------- | -------------------------------------------- | --------------- |
| 7          | 1         | La Gentillesse des Étrangers | La Gentillesse des Étrangers | 29. Sep. 2024        | 30. Sep. 2024                             | Greg Nicotero   | Shannon Goss                                 | 0,576 Mio.      |
| 8          | 2         | Moulin Rouge                 | Moulin Rouge                 | 6. Okt. 2024         | 7. Okt. 2024                              | Daniel Percival | Keith Staskiewicz                            | 0,497 Mio.      |
| 9          | 3         | L’Invisible                  | L’Invisible                  | 13. Okt. 2024        | 14. Okt. 2024                             | Michael Slovis  | Lisa Zwerling                                | 0,579 Mio.      |
| 10         | 4         | La Paradis Pour Toi          | La Paradis Pour Toi          | 20. Okt. 2024        | 21. Okt. 2024                             | Michael Slovis  | Jason Richman & David Zabel                  | 0,480 Mio.      |
| 11         | 5         | Vouloir, C’est Pouvoir       | Vouloir, C’est Pouvoir       | 27. Okt. 2024        | 28. Okt. 2024                             | Daniel Percival | Jason Richman & David Zabel                  | 0,504 Mio.      |
| 12         | 6         | Au Revoir les Enfants        | Au Revoir les Enfants        | 3. Nov. 2024         | 4. Nov. 2024                              | Daniel Percival | Jason Richman & David Zabel Idee: Laura Snow | 0,476 Mio.      |

## Produktion

### Entwicklung
Die Serie wurde im September 2020 von Angela Kang und Scott Gimple angekündigt. Norman Reedus und Melissa McBride würden ihre Rollen aus der Fernsehserie wieder aufnehmen.
Im April 2022 kündigte McBride an, nicht mehr an der Serie mitzuwirken, da sie aus logistischen Gründen nicht für den Dreh nach Europa ziehen konnte. Die Serie wurde daraufhin zu einer „Daryl-Serie“ umproduziert. Später verließ Kang ihren Posten als Showrunner und übergab diesen an David Zabel. Im Januar 2023 wurde der Serientitel The Walking Dead: Daryl Dixon enthüllt.

### Besetzung und Dreharbeiten
Norman Reedus nimmt seine Rolle aus der Mutterserie wieder auf, während im November 2022 Clémence Poésy und Adam Nagaitis für weitere Rollen angekündigt worden sind. Im Februar 2023 wurden Anne Charrier, Eriq Ebanouey, Laika Blanc Francard, Romain Levi und Louis Puech Scigliuzz für weitere Rollen bestätigt. Die Dreharbeiten begannen am 24. Oktober 2022 in Paris.